# インディー統一連合TTTプロレスリング
TTTプロレスリング（トリプルティー・プロレスリング、トータル・トライアンフ・チーム・プロレスリング）は、日本のプロレス団体。 

## 概要
ターザン後藤に薫陶を受けてミスター雁之助を師に持つ黎明期インディープロレスの後継者的存在であるガッツ石島がインディープロレス統一を掲げて設立。

## 歴史
2019年
- 12月7日、新木場1stRINGで開催された「真GUTS軍 ガッツ石島デビュー15周年興行」でガッツ石島が新たなプロレス団体の旗揚げを宣言[2][3]。
- 12月9日、新宿花園神社で石島、マスクドミステリー、TORU、佐山駿介が旗揚げ記者会見を行った[4][5]。

2020年
- 1月1日、レフェリーのニード手島が入団。
- 1月25日、新木場1stRINGで旗揚げ戦「SCRAMBLE! 新しい伝説を作れ!」を開催[6][7]。

2021年
- 1月16日、瀧澤晃頼が入団。
- 4月17日、新木場1stRING大会「ATTACK 4」でTTT認定インディー統一無差別級王座の創設を発表。
- 6月13日、新宿FACE大会「TTT BIG MATCH 2021」で初代TTT認定インディー統一無差別級王座決定戦が行われて勝利した藤原秀旺が初代王者になった。佐山が引退。
- 7月10日、新木場1stRING大会「ATTACK 6」でTTT認定インディー統一タッグ王座の創設を発表。
- 9月4日、新木場1stRING大会「ATTACK 8」で初代TTT認定インディー統一タッグ王座決定タッグトーナメントが行われて優勝したバナナ千賀&ツトム・オースギ組が初代王者になった。

2022年
- 5月21日、新木場1stRING大会「INNOVATION 4」でTTT認定インディー統一6人タッグ王座の創設を発表。
- 6月19日、新宿FACE大会「TTT BIG MATCH 2022」で初代TTT認定インディー統一6人タッグ王座決定戦が行われて勝利した藤原&ガーリン・シュー・ペローズB&ガーリン・シュー・ペローズC組が初代王者になった。
- 12月27日、TORUが退団。

2023年
- 10月1日、神崎ユウキが入団。

2024年
- 7月6日、橋之介が入団。
- 8月10日、KURO-OBIが入団。

## タイトル
- TTT認定インディー統一無差別級王座
- TTT認定インディー統一タッグ王座
- TTT認定インディー統一6人タッグ王座

## 所属選手・主要参戦選手

### 正規軍
- ガッツ石島
- マスクドミステリー
- 瀧澤晃頼
- 神崎ユウキ
- 橋之介
- KURO-OBI

### ゴキブリ商会
- 藤原秀旺（プロレスリングアライヴ&メジャーズ）
- 定アキラ（AlmaLibre）
- 後藤恵介（フリー）
- 秀警察S.W.A.T（フリー）

### レギュラー参戦選手
- バナナ千賀（フリー）
- ツトム・オースギ（フリー）

## スタッフ

### レフェリー
- ニード手島

### リングアナウンサー
- 弥武芳郎（フリー）

## 歴代タイトル
- GWC認定6人タッグ王座
- CCWカナディアンヘビー級王座

## 歴代所属選手
- 佐山駿介
- TORU